# Salacia maingayi
Salacia maingayi är en benvedsväxtart som beskrevs av M. Laws. Salacia maingayi ingår i släktet Salacia och familjen Celastraceae. Inga underarter finns listade.